# 赵忠新
赵忠新，山东嘉祥人，中国人民解放军空军中将。
2000年8月，任中国人民解放军空军大连基地司令员。2002年10月，任成都军区空军参谋长。2003年7月，任南京军区空军参谋长。2004年12月，任空军副参谋长。2005年12月，任空军参谋长。2007年9月任空军副司令员。